# 冊封
册封原意是指「册命封爵」，是指君主制國家中君主授予他人封爵名號的典禮或行為，並會有授予封爵的詔書，這種詔書叫“冊文”，簡稱“冊”。一般會舉行一定儀式對受封者宣讀詔書授給封爵。皇后、太子等則是冊立。
中央政權君主同周边诸国的君主结成「名义上」的君臣关系。以此形成的国际关系叫作朝貢体制。

## 朝貢體系上的冊封
接受册封的君主，被授以王或侯等宗主国的爵号，同宗主国结盟，以此成为宗主国君主的臣下，这些被册封的君主的国家叫做册封国。以这种册封关系，一般册封国的君主号由一定的土地或是民族观念组合成「地域名（或民族名）+爵号」的形式，册封是以封建概念为基础，这样的君主在册封国内有基本的自治权。但是册封国的土地并非是宗主国的领土。册封国君主的臣下同君主是君臣关系，与宗主国皇帝没有直接关系。册封关系的意义是外交支配，形成了以宗主国为中心的外交秩序。
冊封国需要向宗主国朝貢，并义务性的使用宗主国的年号、历法（正朔），宗主国可以命令册封国出兵，另外，册封国受到攻击时也会向宗主国请求增援。
在東亞的冊封體系中，以中國作為宗主國的冊封體系最為知名。在歷史上，越南、朝鮮等國也曾模仿中國的冊封體系，對其周邊的部落政权或蒙昧中的“蛮夷”國家進行冊封。例如，越南在廣南阮主時期和阮朝初期，便曾冊封過萬象、高棉等國的君主。